# Hemichloridia euprepia
Hemichloridia euprepia är en fjärilsart som beskrevs av George Francis Hampson 1902. Hemichloridia euprepia ingår i släktet Hemichloridia och familjen nattflyn. Inga underarter finns listade i Catalogue of Life.